# Almacenes Calabaza
Almacenes Calabaza es un edificio de estilo modernista situado en la ciudad española de Valladolid.

## Descripción
El edificio es un proyecto de 1912 en el solar donde estuvo la casa del Cordón, y que fue reformado en 1939 por Manuel Cuadrillero y Sáez. Está ubicado en la esquina de las calles de Alonso Pesquera y de Fidel Recio. Fue promovido por el comerciante zamorano Vicente Calabaza Pérez.
Fue destinado inicialmente como almacén y vivienda de su propietario. La edificación, con planta en L, adopta un estilo modernista, con una fachada de hormigón revocada en la que se abren huecos de formatos diversos, así como balcones abalaustrados y miradores. Se cubre con una cubierta inclinada de teja, cuyo encuentro con la fachada se oculta tras un peto decorado con motivos vegetales y la prolongación de las pilastras almohadilladas que fragmentan las fachadas.
En 1993 sufrió daños por la propagación de un incendio de un almacén de maderas contiguo. Tras el siniestro, fue derribado todo su interior, manteniendo su fachada. Tras su rehabilitación en 2006, asociada a la construcción contigua de un conjunto de viviendas, fue convertido en una instalación médica.